# Gerhard Reinfeld
Gerhard Reinfeld (* 30. Oktober 1944 in Forst (Lausitz)) ist ein deutscher Ingenieur und Politiker (CDU).

## Leben und Beruf
Gerhard Reinfelds Eltern ließen sich nach wenigen Ehejahren scheiden. Sein Vater heiratete ein zweites Mal, weswegen Gerhard noch drei Halbgeschwister besitzt. Nach dem Abitur 1963 nahm Reinfeld ein Studium an der Hochschule für Architektur und Bauwesen in Weimar auf, das er 1970 mit dem Examen als Diplom-Ingenieur für Baustoffverfahrenstechnik beendete. Er promovierte 1975 zum Dr.-Ing. an der Hochschule für Bauwesen in Leipzig (Dissertation: Untersuchungen zum zweckmässigen Einsatz von organischen Hochpolymeren als Deckstoffe für Dachdeckungen unter besonderer Berücksichtigung elastomerer Folien) und 1983 zum Dr. sc. an der Technischen Ingenieur-Hochschule in Cottbus (Dissertation: Untersuchungen zur Entwicklung montagefähiger Dächer für den industriellen Wohnungsbau). Anschließend wirkte er als Dozent für Ausbautechnik an der Hochschule für Bauwesen (HfB) in Cottbus. Darüber hinaus war er von 1990 bis 2006 Kreisvorsitzender des Deutschen Roten Kreuzes (DRK) in Forst.
Gerhard Reinfeld ist seit 1967 verheiratet mit Jutta Reinfeld und hat zwei Söhne namens Dietmar und Andreas.

## Politik
Reinfeld trat 1963 in die National-Demokratische Partei Deutschlands (NDPD) ein, die er 1989, zu Zeiten der politischen Wende in der DDR, wieder verließ. Er war 1989/90 Mitglied des Demokratischen Aufbruchs (DA), Vorsitzender des DA-Kreisverbandes Forst und stellvertretender Landesvorsitzender der Partei in Brandenburg. Nach der Vereinigung des DA mit der CDU im September 1990 wurde er Mitglied der Christdemokraten, deren Landesvorstand in Brandenburg er bis November 1990 angehörte.
Reinfeld war von 1990 bis 1994 Abgeordneter des Brandenburgischen Landtages und dort Mitglied des Ausschusses für Stadtentwicklung, Wohnen und Verkehr. Im Parlament vertrat er den Wahlkreis Guben-Forst I. Im Mai 1990 wurde Reinfeld zum Bürgermeister der Stadt Forst (Lausitz) gewählt. 2006 wurde ihm Vetternwirtschaft vorgeworfen und daher ein Bürgerentscheid zu seiner Abwahl eingeleitet, der am 8. Oktober 2006 mit einer Zustimmung von 85 % erfolgreich war.